# (185538) Fangcheng
(185538) Fangcheng est un astéroïde de la ceinture principale.

## Description
(185538) Fangcheng est un astéroïde de la ceinture principale. Il fut découvert le 14 décembre 2007 à XuYi par le programme de relevé astronomique d'objets géocroiseurs de l'observatoire de la Montagne Pourpre (PMO NEO). Il présente une orbite caractérisée par un demi-grand axe de 2,66 UA, une excentricité de 0,14 et une inclinaison de 7,0° par rapport à l'écliptique.

## Compléments